# Kerkouane
Kerkouane é uma antiga cidade cartaginesa no nordeste da Tunísia. De origem incerta, foi abandonada, provavelmente na Primeira Guerra Púnica.
Na maior parte das casas de Kerkouane as paredes ainda estão de pé e o barro colorido das fachadas das casas ainda é visível. Um templo ainda tem algumas colunas preservadas, e num pequeno átrio, pequenas partes de mosaicos foram encontradas. Ainda há arqueólogos a trabalhar nas ruínas, mas as mais importantes já devem ter sido encontradas. Kerkouane era uma das mais importantes cidades cartaginesas, em conjunto com Cartago, Hadrim e Útica.